# Dié Gendrier
Dié Gendrier, dit « Gendrier le Jeune », est un ingénieur des ponts et chaussées français, né à Saint-Dyé-sur-Loire en décembre 1705, et mort à Blois en novembre 1791.

## Biographie
Dié Gendrier, ingénieur de la généralité de La Rochelle, a été nommé inspecteur général en 1757 et retraité en 1776. 
Il avait un frère aîné, Claude Gendrier, ingénieur à Poitiers et à Bourges depuis 1726 et retraité en 1755. 
Dié Gendrier avait obtenu, en 1749, une gratification annuelle en récompense de ses services.